# Almunient
Almunient (en castellà: Almuniente) és un municipi aragonès situat a la província d'Osca i enquadrat a la comarca dels Monegres.